# (17490) 1991 UC3
(17490) 1991 UC3 là một tiểu hành tinh vành đai chính. Nó được phát hiện bởi Seiji Ueda và Hiroshi Kaneda ở Kushiro, Hokkaidō, Nhật Bản, ngày 31 tháng 10 năm 1991.